# Hostafrancs (metrostation)
Hostafrancs (Catalaanse uitspraak: [ustɘˈfɾaŋs]) is een metrostation in Barcelona in de gelijknamige buurt in het district Sants-Montjuïc dat wordt aangedaan door L1 (rode lijn). Het wordt nog steeds regelmatig geschreven als Hostafranchs, de oude Catalaanse spelling. Het station werd geopend in 1926 als onderdeel van het eerste gedeelte van de Ferrocarril Metropolità Transversal dat ooit gebouwd werd. Het heeft ingangen vanaf carrer Moianès en carrer Consell de Cent. De perrons zijn allebei 88 meter lang.

## Lijnen
- TMB metro van Barcelona - L1